# Іфосфамід
Іфосфамід (англ. Iphosphamide, лат. Iphosphamidum) — синтетичний лікарський препарат, який за своєю хімічною структурою є похідним азотистого іприту (оксазафоринів), та застосовується виключно внутрішньовенно. Іфосфамід уперше синтезований у США. Разом із ще одним похідним азотистого іприту циклофосфамідом іфосфамід досліджувався на предмет протипухлинної активності Норбертом Броком та дослідницькою компанією АСТА (натепер «Baxter Oncology»). Результати перших клінічних досліджень іфосфаміду, в яких встановлено його протипухлинна активність, опубліковано в кінці 50-х років ХХ століття.

## Фармакологічні властивості
Іфосфамід — синтетичний лікарський засіб, який за своєю хімічною структурою є похідним азотистого іприту. Механізм дії препарату полягає у дії його активних метаболітів на пухлинні клітини, внаслідок чого відбувається зшивка ДНК клітин пухлини, що призводить до зупинки мітозу пухлинних клітин та гальмування росту пухлини. Іфосфамід застосовується для лікування раку яєчника, раку шийки матки, раку молочної залози, семіноми яєчка, саркоми м'яких тканин, раку легень, раку нирки, пухлині Юінга, а також лімфогранулематозі та неходжкінських лімфомах, переважно в складі комбінованої терапії, зокрема з гемцитабіном, вінорельбіном та преднізолоном при лімфогранулематозі, а також у складі різних схем лікування неходжкінських лімфом разом із мітоксантроном, етопозидом, дексаметазоном, цисплатином, ідарубіцином, прокарбазином, метотрексатом, цитарабіном, карбоплатином. Іфосфамід ефективніший за його аналог циклофосфамід при лікуванні сарком та деяких видів карцином. При застосуванні іфосфаміду найчастішими побічними ефектами є геморагічний цистит (для усунення якого застосовується месна) та побічні ефекти з боку нервової системи (сонливість, сплутаність свідомості, втрата свідомості), частіше в дітей із порушеннями функції нирок.

### Фармакокінетика
Іфосфамід швидко та добре всмоктується після внутрішньовенної ін'єкції, біодоступність препарату становить 100 %. Препарат виявляється в крові за кілька хвилин після внутрішньовенного застосування. Іфосфамід швидко метаболізується до активного метаболіта — 4-гідрооксифосфаміду. Іфосфамід погано (на 12—14 %) зв'язується з білками плазми крові. Іфосфамід проникає через гематоенцефалічний бар'єр, та ймовірно проходить через плацентарний бар'єр та виділяється в грудне молоко. Метаболізується препарат у печінці із утворенням переважно активних та частково неактивних метаболітів. Період напіввиведення іфосфаміду становить 4—8 годин. При порушенні функції печінки та нирок час напіввиведення препарату збільшується.

## Показання
Іфосфамід застосовується для лікування раку яєчника, раку шийки матки, раку молочної залози, саркомі м'яких тканин, семіноми яєчка, саркомі Юїнга, раку легень, раку нирки, раку підшлункової залози, лімфогранулематозі та неходжкінських лімфомах.

## Побічна дія
При застосуванні іфосфаміду побічні ефекти спостерігаються частіше при застосуванні високих доз препарату, а також при порушеннях функції печінки. Серед побічних ефектів іфосфаміду найчастішими є:
- Алергічні реакції та з боку шкірних покривів — алопеція, шкірні алергічні реакції.
- З боку травної системи — стоматит, нудота, блювання, порушення функції печінки.
- З боку нервової системи — запаморочення, сплутаність свідомості, енцефалопатія, судоми, галюцинації, периферична нейропатія, підвищена збудливість, кома.
- З боку серцево-судинної системи — токсична дія, проявами якої можуть бути фібриляція передсердь, шлуночкова тахікардія, фібриляція шлуночків, ексудативний перикардит, застійна серцева недостатність, токсична кардіоміопатія, міокардит, аритмії, брадикардія, подовження інтервалу QT або сегменту QRS на ЕКГ.
- З боку дихальної системи — інтерстиціальний пневмоніт, фіброз легень, дихальна недостатність.
- З боку сечостатевої системи — некроз канальців нирок, дизуричні явища, альбумінурія, гематурія, токсична нефропатія, геморагічний цистит, нефрогенний нецукровий діабет, безпліддя, розлади функції яєчників, розлади овуляції, аменорея, олігоменорея, азооспермія, олігоспермія.
- Зміни в лабораторних аналізах — тромбоцитопенія, лейкопенія, підвищення рівня креатиніну та сечовини в крові, підвищення рівня активності ферментів печінки в крові.
- Інші побічні ефекти — розвиток вторинних злоякісних пухлин, зниження імунітету з можливим розвитком важких інфекційних захворювань або реактивацію хронічних інфекцій, при застосуванні під час вагітності можливі внутрішньоутробна загибель плода, вади розвитку плода, мієлотоксичність у новонароджених.

## Протипокази
Іфосфамід протипоказаний при підвищеній чутливості до препарату, при вираженому пригніченні функції кісткового мозку, гіпопротеїнемії, виражених порушеннях функції печінки або нирок, вагітності та годуванні грудьми.

## Форми випуску
Іфосфамід випускається у вигляді порошку для приготування розчину для внутрішньовенних інфузій у флаконах по 0,2; 0,5; 1,0 та 2,0 г.